# Antiochos I
Antiochos I Soter, född ca 324 f.Kr., död 1 eller 2 juni 261 f.Kr., var hellenistisk kung i det seleukidiska riket, först som medregent till sin far Seleukos I Nikator från ca 293 f.Kr. och ensam från 281 f.Kr. Han var den sista kända härskaren som använde den forntida assyriska titeln šar kiššati (Världens konung).

## Biografi
Antiochos var son till Seleukos I Nikator och Apama, dotter till den persiska (baktriska) adelsmannen Spitamenes. Han deltog år 301 f.Kr. i slaget vid Ipsos, då han var delaktig i att besegra Antigonos och Demetrios. Omkring år 292 gifte han sig med sin styvmor Stratonike och gjordes till sin fars medkonung, varefter han styrde satraperna öster om Eufrat. Han styrde från Baktrien snarare än sin officiella residensstad Seleukia vid Tigris, kanske på grund av sitt baktriska ursprung. Under hans tid som medregent i detta område skedde bland annat grundandet av ett nytt myntverk, expeditioner bortom Jaxartes och till Kaspiska havet, och uppbyggandet av nya städer som Antiochia Margiana och Antiokia i Skytien. Enligt den babyloniska Krönikan om Esagilas ruin (daterad mellan 302 och 281 f.Kr.), besökte en seleukidisk prins, som förmodas vara Antiochos, Esagilas ruin för att offra men snubblade där på en sten. I början av 281 f.Kr. fick han ta över styret över hela  den asiatiska riksdelen när hans far krigade i Makedonien, och i samband med mordet på Seleukos samma år blev han ensam härskare.
Antiochos tillbringade de första tio åren efter sin fars död med att bekämpa ett uppror i Syrien och att kriga mot diverse stater i Mindre Asien. Omkring år 278 slöt han fred med Antigonos II Gonatas, kanske på grund av att båda kungarnas riken hotades av keltiska folkgrupper. Tillnamnet Soter, "räddaren" fick han efter en seger över galaterna 277 f.Kr. År 275 marscherade han från Sardis mot Egypten som en del av första syriska kriget. Under kriget fick han betydande förstärkningar från de östra satrapierna, åtminstone Babylon och Baktrien, bland annat i form av krigselefanter.
År 268 f.Kr. var Antiochos I närvarande i Babylon under nyårsfirandet (Akitu), då han även lade grunden för Nebos tempel i Borsippa. Han hade i början av sin regeringstid utnämnt sin son Seleukos till medkung i öst, men denne avrättade han för förräderi ca 267 och hans yngre son Antiochos II Theos tog över rollen
Han hade även ett gott förhållande till den indiska härskaren Amitrokates, och han tros vara den grekiska härskare som omnämns i Ashokas inskrifter.
Antiochos I Soter flyttade huvudstaden till Antiochia, som hans far grundat. Antiochos I och hans far Seleukos I var de största stadsgrundarna i hela världshistorien.. Den kolonisation, som Alexander påbörjat, fortsatte de i stor stil över hela Asien fram till Indien och till stäpperna i norr. Det är bland de största kolonisationer, som någonsin planmässigt utförts av en regering. Dock skedde det under hans regeringstid en maktförskjutning från Persien och Babylonien till Syrien, och riket började tappa greppet om de nordliga och östliga provinserna. Han avled år 261 f.Kr. i strid mot galaterna.

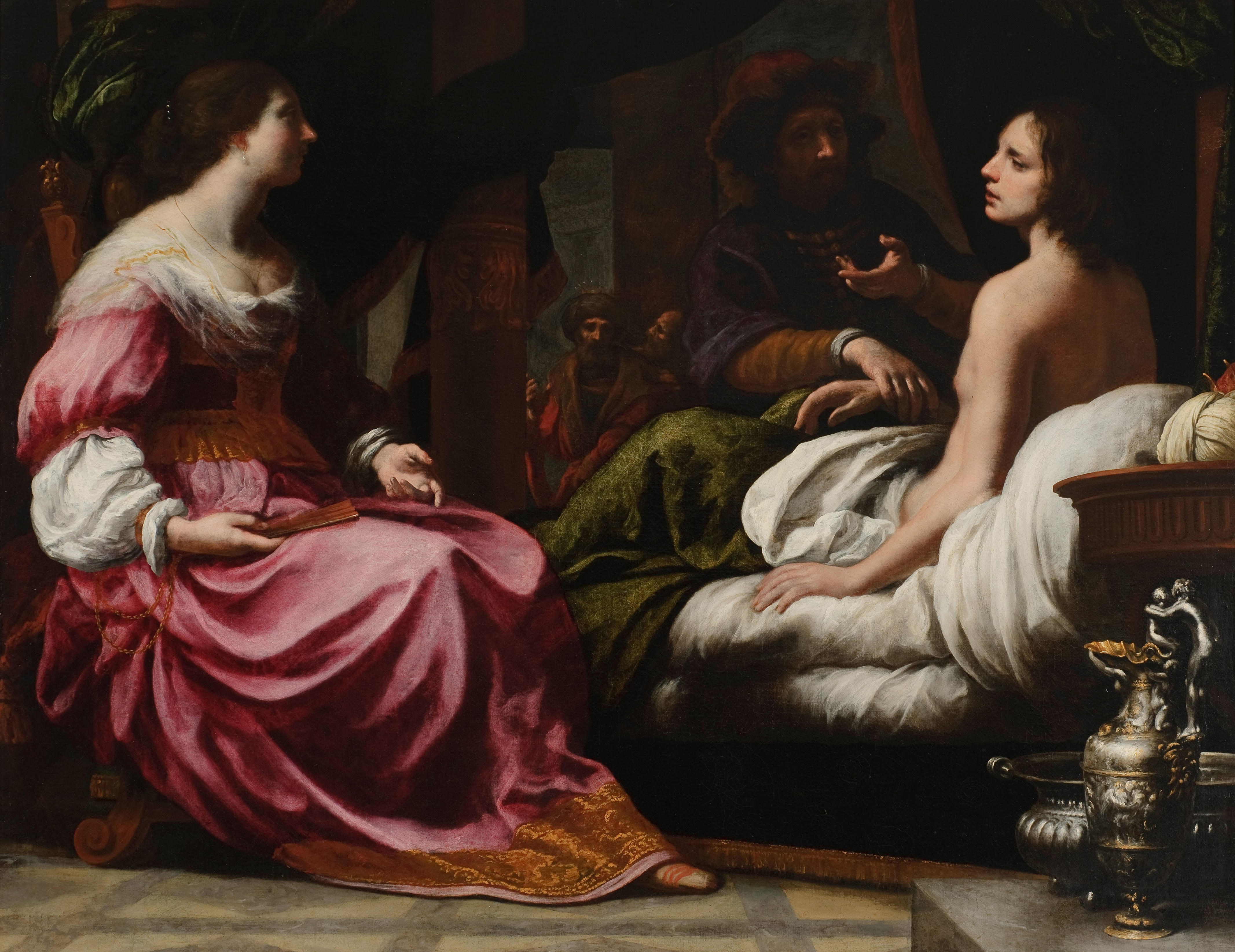
Barockmålning föreställande Stratonike och Antiochos